# Orthoplana borealis
Orthoplana borealis är en plattmaskart som först beskrevs av Steinböck 1931, och fick sitt nu gällande namn av Steinböck 1932. Orthoplana borealis ingår i släktet Orthoplana och familjen Otoplanidae. Inga underarter finns listade i Catalogue of Life.